# Description de la Franche-Comté

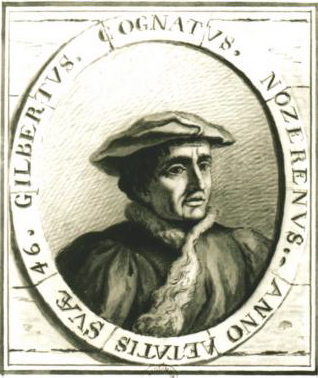
Gilbert Cousin

Description de la Franche-Comté ou Description de la Haute-Bourgogne connue sous le nom de Comté, est un ouvrage géographique et historique parut en 1552 sous le titre "Brevis ac dilucida Burgundiae superioris quae Comitatus nomine censetur, descriptio" et rédigé en latin par l’humaniste et écrivain franc-comtois Gilbert Cousin. Il est l'un des rares ouvrages anciens, à lister et décrire les cités comtoises avant l'annexion française, mais également les châteaux et les édifices religieux. Ce livre tente aussi de recenser selon les lieux, les grandes familles, les personnalités politiques, religieuses et intellectuelles du comté de Bourgogne de l'époque.
Le texte a été réédité et augmenté en 1562 dans le recueil Opéra multifarii argumenti reprenant l'ensemble des œuvres de Cousin. Description de la Franche-Comté est édité pour la première fois en français, en 1863; puis une seconde édition suivra en 1907.

## Forme de l'ouvrage

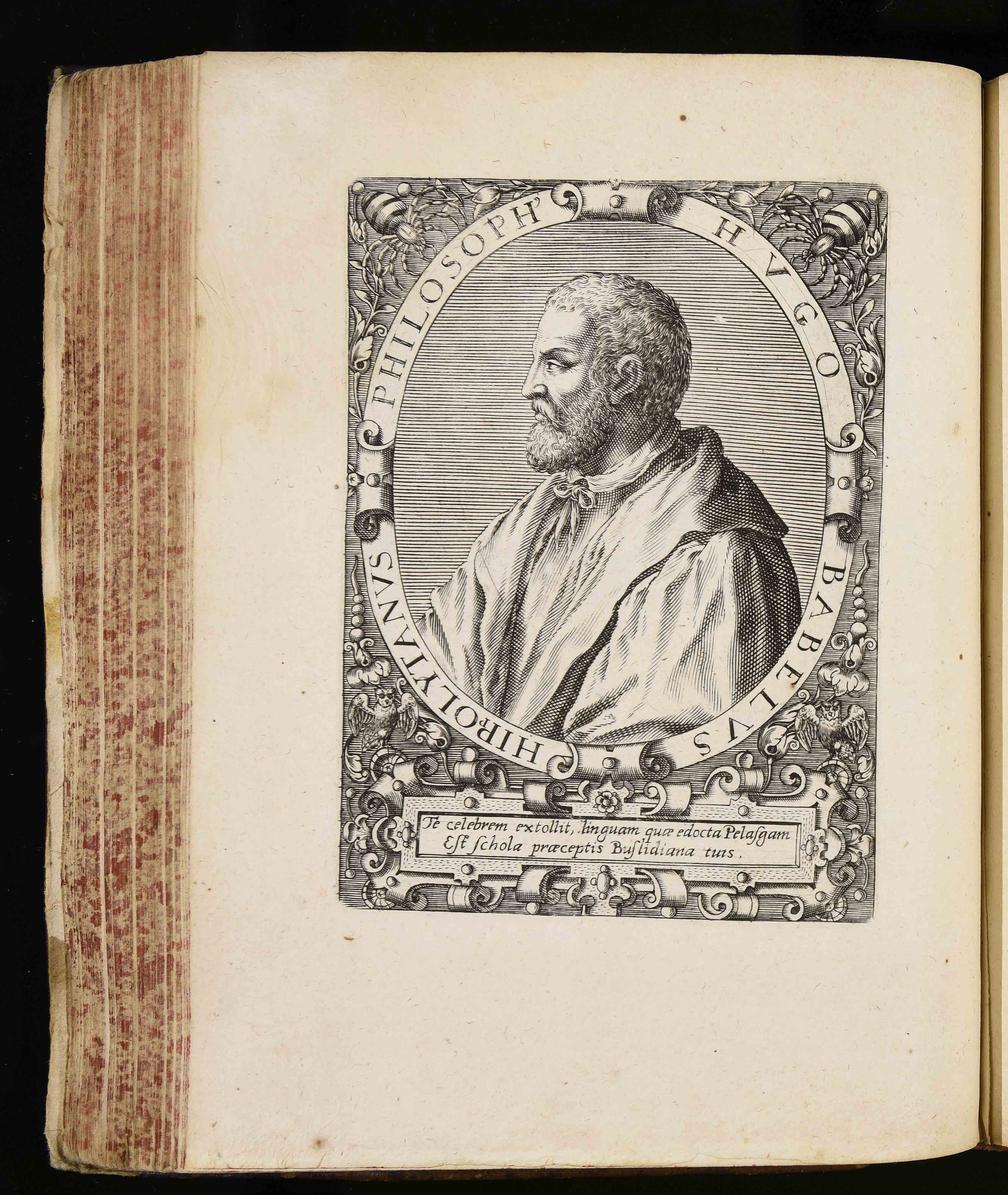
Hugues Babet (1474-1556) à qui l'ouvrage est adressé

La forme de cet ouvrage est de style épistolaire, et se présente comme une longue lettre adressée à Hugues Babet, helléniste comtois célèbre en son temps, ami d'Erasme et maître de Gilbert Cousin quand il était étudiant. L'auteurs fait régulièrement allusion à des éléments de la vie de ce dernier. Il adresse à la fin du livre, des post-scriptum à certains notables de la région. Ce livre se présente comme un récapitulatif des lieux importants et des personnalités de la région, au milieu du XVIe siècle. L'ouvrage continent également des illustrations réalisées par Claude Luc.
L’idée de la création de cet ouvrage provient de son ami Claude Frontin avec qui il partage les mêmes idéaux.

## Traductions en français
L'ouvrage, rédigé en latin, a été traduit en français en 1863 par le docteur Achille Chéreau et en 1907 par le professeur Émile Monot.

## Avis sur l'ouvrages
Achille Chéreau, traducteur de l'ouvrage en 1863, écrit : « Gilbert Cousin n’a pas eu, il est vrai, dans cet opuscule, la prétention d’écrire une histoire complète de la Franche-Comté (…) Tel qu’il est, avec sa forme épistolaire, ce petit livre n’en est pas moins un chef d’œuvre de grâce, de détails pleins d’intérêt et de renseignements historiques. »
Emile Monot, traducteur de l'ouvrage en 1907, écrit: « Le lecteur va y trouver bien du bavardage, une érudition ridiculement déplacée et des étymologies enfantines. Il sera peut-être agacé, comme je l'ai été plus d'une fois moi-même, par ces éternels superlatifs à la Cicéron, par ces gentillesses de style et ces fioritures, et par cette banalité dans l'éloge qui ne sait pas distinguer les degrés du mérite (…) Si Cousin manquait de goût, il a fait une œuvre bien utile et qui reste fort intéressante.»
L'historien Charles Duvernoy qualifie l'ouvrage comme « utile et curieux, bien que l'auteur soit tombé quelquefois dans des erreurs assez graves. » (Par exemple sur l'origine du nom de Nozeroy donnée par Gilbert Cousin, Émile Monot dans les notes de sa traduction de l'ouvrage écrit : « Il est à peine besoin de dire que nous sommes ici en pleine fantaisie »

## Contenu de l'ouvrage

### Géographie et sites remarquables
L'ouvrage décrit les cours des rivières comme le Doubs, la Loue ou la Furieuse avec parfois même les espèces de poissons présentes mais aussi les sources comme celle de l'Ain.
Les lacs sont fréquemment abordés voir décrits comme celui de Narlay et les montagnes comme le mont Rivel ou les monts Jura. Sont recueillis également les lieux de la plupart des châteaux de la région et les édifices religieux avec les congrégations présentes. L'auteur signale régulièrement les ruines et les sites antiques au détour des villages qu'il cite.

#### Édifices religieux abordés
- Abbaye d'Acey
- Abbaye de Mont-Sainte-Marie
- Abbaye de Balerne
- Cathédrale Saint-Étienne de Besançon
- Collégial de Saint-Antoine à Nozeroy
- Couvent de Migette
- Couvent de Bonlieu
- Couvent de Château-Chalon
- Église Saint-Anatoile de Salins-les-Bains
- Monastère de Baume-les-Messieurs
- Monastère de Gigny
- Monastère de Haute-Pierre
- Monastère de Morteau
- Monastère de Saint-Claude
- Monastère de Vaux

#### Châteaux abordés
- Château de Nozeroy
- Château de Rochejean
- Château de Joux
- Châteaux de Bourg-de-Sirod
- Château de Vers-en-Montagne
- Château de Montrond
- Château de Chalain
- Château de Mirebel
- Château de Chatillon
- Château de La Châtelaine
- Château de Sellières
- Château non identifié entre Saint-Laurent-la-Roche et Montaigu
- Château de Sainte-Anne
- Château de Montmahoux
- Châteaux de Vuillafans
- Château d'Ornans
- Château de Gy
- Château de Montbozon

### Description des cités et villages

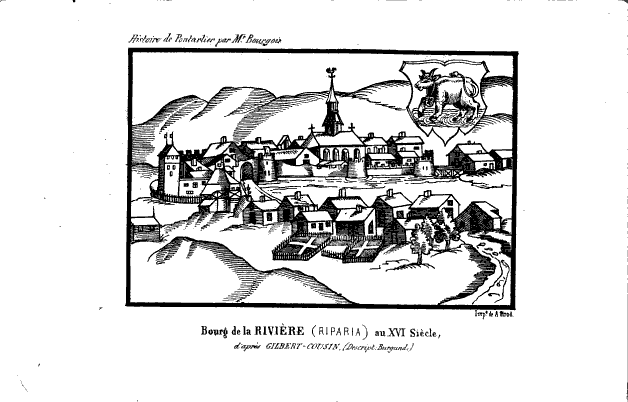
Village de La Rivière

L'auteur entreprend une description des principales cités du comté mais s'épanche plus particulièrement sur Besançon, et les villes jurassiennes de Dole, Nozeroy et Salins. Gilbert Cousin en profite régulièrement pour donner l'étymologie et l'origine des noms des cités et des lieux. Peuvent être également abordés, les coutumes, les activités artisanales, les particularismes, et éventuellement les traditions des localités. Mais aussi leur histoire notamment militaire avec l'exemple de la prise de Rochefort ou de la bataille de Dournon mais ici avec quelques confusions.

#### Cités décrites ou abordées
- Doubs : Besancon, Montmahoux, Saint-Hippolyte, Pontarlier, Bians-les-Usiers, Vercel, Morteau, Mouthe, Sainte Anne, Vuillafans, Rougemont, Quingey, Jougne, Rochejean, La Rivière, Frasne, Cléron, Montrond
- Haute-Saône : Gy, Gray, Vesoul, Luxeuil, Montbozon, Jonvelle, Charrier, Pesmes, Morey-le-vignoble
- Jura : Lons-le-Saunier, Château-Chalon, Poligny, Arbois, Nozeroy, Dole, Saint-Lothain, Sellières, Arlay, Bletterans, Saint-Amour, Salins, Dournon, Bourg-de-Sirod, Chaux-des-Crotenay, Rochefort-sur-Nenon, Foncine, Grandvaux, Clairvaux-les-Lacs, Saint-Claude, Vers-en-Montagne, Monnet-la-Ville, Mirebel, Montrond, La Tour-du-Meix, Orgelet, Valempoulières, Baume-les-Messieurs, Saint-Laurent-la-Roche, Chavannes, Montfleur, Moirans, Belmont, Fétigny, Arinthod, Saint-Julien, Chatillon, Lac-des-Rouges-Truites, Marigny, La Châtelaine
- Ancien village franco-comtois : Coligny

On trouve également les noms de nombreux autres lieux mais ceux-ci sont uniquement cités sans plus de détails.

### Les personnalités de l'époque

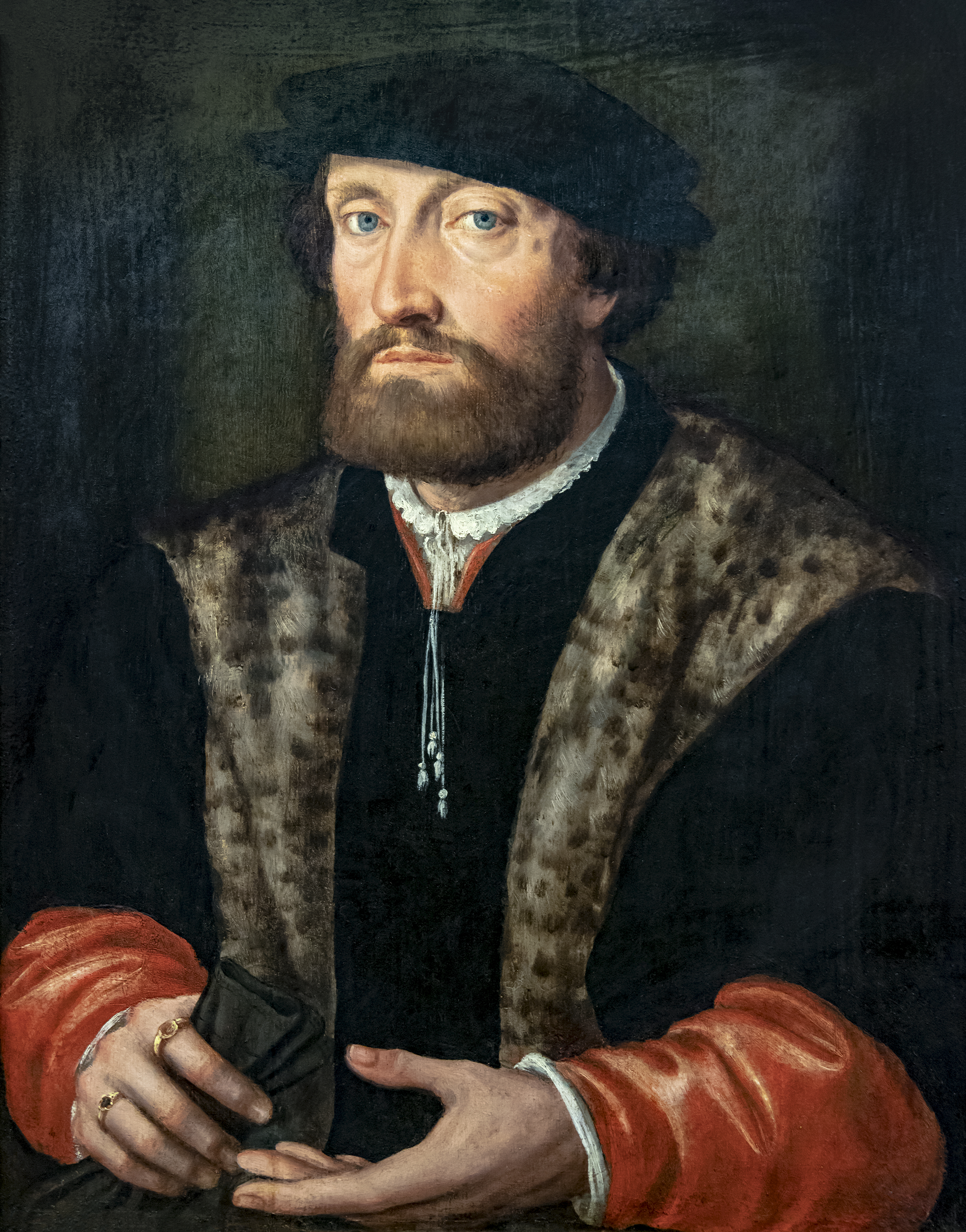
Le cardinal Antoine Perrenot de Granvelle (1517-1586) mentionné dans l'ouvrage

Quelques personnalités abordées dans l'ouvrage :
- Jean de Chalon-Arlay
- Philibert de Chalon
- Saint Claude
- Antoine de Roche
- Étienne Stratius
- Antoine de Granvelle
- Jean Carondelet
- Jérôme de Busleyden
- Charles Ier d'Amboise
- François Bonvalot
- Nicolas de Gilley
- Charles de Neufchâtel
- Antoine de Vergy
- Michael Toxites
- Philibert Poissenot, Historien monastique, principal du collège Saint-Jérôme de Dole
- Antoine Lulle: (1510-1582) Humaniste, théologien[12] et enseignant à l'université de Dole
- Pierre de La Baume
- Claude de La Baume
- François Richardot
- Jean Matal
- Thibaud de Rougemont
- Guillaume de Saint-Amour
- Sebastian Münster
- Humbert Jantet: Docteur en droit, Conseiller de Charles Quint, Juge de la régalie à Besançon, Juge municipal de Luxeuil
- Guillaume de Poupet: (1506 -1583) Protonotaire apostolique, Abbé de Baume, de Goaille et de Balerne
- Jean de Poupet: (1512-1564), Chevalier, Chambellan de Charles Quint, Bailli de Poligny de 1533 à 1566[13], Seigneur de La Chaux, de By, de Crèvecœur et d'Ivrey
- Jean d'Andelot: (mort en 1556), baron de Jonvelle[14], Premier écuyer de Charles Quint, Bailli de Dole de 1539 à 1556, blessé à la bataille de Pavie.

Pour les principales villes, les seigneurs, évêques et chanoines sont nommés et précisés presque systématiquement. Sont mentionnés également les membres du parlement de Dole mais aussi les avocats fiscaux et les greffiers du Parlement. Dans certains lieux comme Nozeroy, les grandes familles sont aussi indiquées.
Les intellectuelles de l'époque tiennent aussi une place importante, ainsi que les établissements scientifiques ou d'enseignement comme l'université de Dole.